# Anisodes tricrista
Anisodes tricrista là một loài bướm đêm trong họ Geometridae.